# Оренбургское и Самарское генерал-губернаторство
Оренбу́ргское и Сама́рское генера́л-губерна́торство — военно-административная единица в Российской империи.
Учреждено Высочайшим Указом Правительствующему Сенату 20 марта 1851 года.
Упразднено 19 января 1865 года.
Место пребывания генерал-губернатора — г. Уфа.

## Органы власти

### Генерал-губернаторы
| Ф. И. О.                     | Титул, чин, звание                      | Время замещения должности |
| ---------------------------- | --------------------------------------- | ------------------------- |
| Перовский Василий Алексеевич | генерал-адъютант, генерал от инфантерии | 20.03.1851—07.04.1857     |
| Катенин Александр Андреевич  | генерал-адъютант, генерал-лейтенант     | 07.04.1857—24.06.1860     |
| Безак Александр Павлович     | генерал-адъютант, генерал от артиллерии | 29.07.1860—19.01.1865     |